# Natalia López Gallardo
Natalia López Gallardo  (née le 2 juin 1980 à La Paz) est une actrice, monteuse et réalisatrice mexicano-bolivienne de cinéma. En 2022, elle remporte le Prix du jury de la Berlinale pour son film Robe of Gems.